# Asilus antiphus
Asilus antiphus är en tvåvingeart som beskrevs av Walker 1849. Asilus antiphus ingår i släktet Asilus och familjen rovflugor. Inga underarter finns listade i Catalogue of Life.